# からくり侍 セッシャー1
『からくり侍 セッシャー1』（からくりざむらい セッシャーワン）は、テレビ静岡で放送されていた変身ヒーローものの特撮テレビドラマである。制作は「からくり侍セッシャー1制作委員会」。後述の通り、系列局の関西テレビとBSフジでも遅れネットで放送されていた。
2011年7月3日から10月2日まではシーズン1として毎週日曜日6時30分から6時55分（JST）に放送された。
2012年6月6日から11月21日までミニ番組『セッシャー1外伝 東海道中穴繰毛』（実質2分30秒）が放送された。
2013年7月5日から9月27日まで第二章が毎週金曜日16時30分から16時55分（JST）に放送された。
2015年4月からはショートアニメとなり、みんなのニュース しずおかの枠内（毎週月-金17時30分頃）で放送されている。
2018年1月4日から7日までシーズン1が深夜枠で放送された。

## 概要

### シーズン1
江戸時代の初めに主君を護衛するために木製のからくりロボットが作られていた。この時の古文書をもとに現代で再製され、静岡を守るヒーローとして活躍する。なお、セッシャー1以外のからくりロボットは、変身しても衣装が変わり、口元にからくり人形っぽい線が入るだけである。
敵はスプラッシュ星人。地球侵略をもくろむが、1人ではとてもかなわないため、商店街の人々を巻き込み、セッシャー1を倒そうとする。
どちらも変身前は人間（地球人）の姿をしており、人間の時はお互いの正体を知らないまま、同じ居酒屋でアルバイトをしていた。
舞台は静岡市駿河区にある静岡駅南銀座商店街で、撮影も同所で行っていた。主役の弓削智久は、撮影期間中は現場に常駐し、セッシャー1のPRをしていた。

### 東海道中穴繰毛
スプラッシュ星人との戦いを終えて一息ついたことから、穴久勇が「江戸静岡説」を立証するため、セッシャー1をお供に静岡県内行脚を開始、その旅にドキュメンタリー番組のスタッフが同行するという体をとっていた。

### 第二章
「江戸静岡説」の信憑性を裏付ける為、久能山東照宮に眠るとされる巻物『徳川家康の作り方』を探し出すことにした穴久教授は、唐繰男と柄苦多男を従え久能山商店街の富久屋に滞在、唱歌「茶摘み」の歌詞に編み込まれた暗号を解読しようと試みるが、新たなスプラッシュ星人のほか、敵となった津和からさまざまな妨害を受けることとなる。紆余曲折の末、解読に成功した巻物は、徳川家康のような大人物をつくるための教育指南書であった。

## 登場キャラクター
セッシャー1（唐 繰男） - 弓削智久 （スーツアクター・坂本コウルド）
人間の姿の時は「唐 繰男（から くりお）」と名乗る。穴久宅に居候（のちに居酒屋でバイトを始める）し、駅南銀座商店街の平和を守る。
主君である勇には基本的に逆らえないため、何かと振り回される。
動力源は体内に埋め込まれた勇樹の携帯電話で、通話時や電池が切れた時は動けなくなる。第二章1回でスマホに買い換えた為に捻出された勇の携帯電話に交換されたことが語られた。
変身する時の掛け声は『桃栗三年 柿八年 からくり千年 亀万年!』。第二章では、第8回以外の回で、『桃万年!』と、途中の語句を省略して変身出来る様になる。
穴久 勇 - 小関靖幸
歴史学者（元大学教授）。江戸は現在の静岡にあったとする「江戸静岡説」を提唱するが学会から相手にされず、証拠を求めて静岡市にやってきた。
出番の増えた『東海道中穴繰毛』以降は自分勝手でいい加減な人物であることが明白となった。「江戸静岡説」を高説ぶる箇所は早送りとなる。
穴久 美和子 - 桐島里菜、ユリア（第二章）
勇の娘。アイドルを目指す。シーズン1第9回で、自身もからくりである事を知らされる。変身して「からくりアイドル・童X（わらわエックス）」となった。
その後、東京でアイドルデビューはしたものの人気が伸び悩み（『東海道中穴繰毛』での勇の台詞）、ハリウッドへ渡り、整形手術を受けて欧米人のような風貌となる。第二章ではバカンスと称して日本に帰ってきた。台詞も片言になり、字幕が表示されるようになった。第8回と最終回で「からくりハリウッド・ワラワーX」に変身した。
津和 勇樹 - 岸田タツヤ
勇の弟子。美和子に惚れていたため、何かと振り回される。実家は金持ちだが、父親から借りた高級外車を乗り逃げされるなど間が抜けている。第二章では勇に自分の人生を狂わされたと恨み、敵対関係になる。

### シーズン1の登場人物
スプラッシュ星人（須村 修） - 平野靖幸 （スーツアクター・山本明寛）
地球侵略の尖兵として静岡にやってきた。スプラッシュガンで地球人を洗脳（スプラッシュ）する。最終話でセッシャー1にやられ死亡。
津和 レイナ - 藤江れいな（AKB48・第4回ゲスト）
勇樹の妹。人気アイドル「藤江れいな」である。
Mr.V - 柳川匠
日本一のフィギュア作家で、左右非対称のV字柄の入った黒シャツを着ている。セッシャー1や美和子をコレクションに加えようと、スプラッシュ星人と共闘したり、個人でも暗躍する。
木村英里・矢羽々恵匡
第10回ゲスト。本放送時、ともにテレビ静岡アナウンサー。スプラッシュ星人にスプラッシュされる。
矢羽々は第二章第10回にも登場。穴久教授に呼び出され、「江戸静岡説」を巡る特別番組の制作を持ちかけられる。
爆音戦隊スンプレンジャー
第11回ゲスト。スプラッシュ星人にスプラッシュされ、「スプレンジャー」として歌を聴いた人が本音しか言えなくなる「SP-RAP（スプラップ）」を奏でる。

### 第二章の登場人物
スプラッシュ星人（素晴星児） - 白水萌生
新たに地球にやってきた、眼鏡をかけたスプラッシュ星人。
沙矢香 - 岩井七世
久能山商店街にある「富久屋」の一人娘。からくり嫌いであり、独身で彼氏（=店の跡取り）を探している。第12回で自身が服部半蔵の21代目継承者の事実を知らされる。
柄 苦多男 - 尾関高文（THE GEESE）
からくりロボットの2号。
第9回でスプラッシュされた沙矢香を元に戻すために、「ガラクタ戦士・ギーズB」に変身するが、壊れてしまう。その後、第12回で繰男の「孤独に耐えられない自分の気持の具現化」として再登場。但しこの状態では、繰男にしか姿を見ることが出来ない。
苦多男の知り合いの男 - 高佐一慈（THE GEESE）
第7 - 9回ゲスト。7回でピンの仕事をもらって出演中の相方(苦多男役の尾関のこと）を少々羨ましがる。8回にも同様の時間に登場するも、9回は苦多男が壊れた後の登場だった為、台詞無しに終わる。
ジェームズ佐藤 - 佐藤文吾
第12回ゲスト。アメリカの芸能事務所CIA（Cinema Idol Agency シネマ・アイドル・エージェンシー）のメンバー。美和子のマネージャー。

## 制作スタッフ
- 監督・脚本：泉尾昌宏、橋本烈（電通）
- 製作協力：TYO
- 製作著作：からくり侍セッシャー1製作委員会

## テーマ曲（主題歌）
オープニング曲 - からくり侍セッシャー1のテーマ
- 唄：山田壮夫
- 作詞：泉尾昌宏
- 作曲：橋本烈
- 編曲：メロディパンチ

エンディング曲 - スプラッシュ星人のテーマ
- 唄：伊藤裕
- 作詞：泉尾昌宏
- 作曲：橋本烈
- 編曲：メロディパンチ

## 放送局
| 放送地域   | 放送局     | 系列           | 放送期間                        | 放送日時               | 備考                           |
| シーズン1  | シーズン1  | シーズン1      | シーズン1                       | シーズン1              | シーズン1                      |
| ---------- | ---------- | -------------- | ------------------------------- | ---------------------- | ------------------------------ |
| 静岡県     | テレビ静岡 | フジテレビ系列 | 2011年7月3日 - 2011年10月2日    | 毎週日曜 6:30 - 6:55   | 制作局                         |
| 日本全域   | BSフジ     | BSデジタル放送 | 2013年4月7日 - 2013年7月7日     | 毎週日曜 9:30 - 10:00  |                                |
| 近畿広域圏 | 関西テレビ | フジテレビ系列 | 2013年10月10日 - 2013年12月19日 | 毎週木曜 未明          |                                |
| 第二章     |            |                |                                 |                        |                                |
| 静岡県     | テレビ静岡 | フジテレビ系列 | 2013年7月5日 - 2013年9月27日    | 毎週金曜 16:30 - 16:55 | 制作局                         |
| 近畿広域圏 | 関西テレビ | フジテレビ系列 | 2014年1月9日 -                  | 毎週木曜 未明          | 1、2話は1月9日・10日に連続放送 |

## テレビアニメ
2015年4月からはショートアニメとなり、みんなのニュース しずおかの枠内（毎週月-金17時30分頃）で放送されている。月ごとにアニメーションの内容が変わる。テレビ静岡制作。アニメーション制作は、Pie in the sky。

### 登場人物
セッシャー1
スプラッシュ星人（シーズン1）
セッシャーワンワン

### 作品リスト
1. 「4月版」
2. 「5月版」
3. 「6月版」
4. 「7月版」
5. 「8月版」
6. 「9月版」
7. 「10月版」
8. 「11月版」
9. 「12月版」
10. 「1月版」
11. 「2月版」
12. 「3月版」

### 放送局
| 放送期間       | 放送時間           | 放送局     | 対象地域 | 備考   |
| -------------- | ------------------ | ---------- | -------- | ------ |
| 2015年4月1日 - | 毎週 17:30 - 17:35 | テレビ静岡 | 静岡県   | 制作局 |

## 備考
- この番組の開始前の2011年4月26日から6月28日まで、事前PR番組『からくり侍 セッシャー1見参!』が火曜日午後10時55分から放送された（全10回）。約2分番組。
- 放送開始前の2011年6月30日には、主人公・セッシャー1とヒロイン役の桐島里菜が、田辺信宏静岡市長を表敬訪問したことが報じられた[5]。また、駿河区が「駿河区魅力づくり事業」として協賛しており[6]、番組本編終了後に駿河区の見どころを「セッシャー1」が訪ね、紹介するコーナーが設けられていた。
- 2011年8月1日発売の『東映ヒーローMAX Vol.38』（辰巳出版）のp74 - 75で、弓削智久のインタビューとともにセッシャー1が紹介された。
- 2011年9月2日の日刊スポーツなどのスポーツ新聞紙上で、「地方局の特撮ドラマPR」と題した記事が掲載され、セッシャー1とヒロイン役の桐島里菜、『鳳神ヤツルギ』（チバテレビ）のヒロイン役、笹丘明里のスリーショット写真が掲載された。
- 2011年8月24日よりグッズも販売となる。セッシャー1ストラップ。スプラッシュ星人ストラップ。スプラッシュ星人てぬぐい。
- 2011年9月2日、関西テレビの深夜特撮テレビドラマ『神話戦士ギガゼウス』との遭遇（ニューウェルサンピア沼津などでの「ギガゼウス」タイアップロケの模様）が、自身のブログで紹介された。[7]
- 2012年5月17日、『セッシャー1外伝 東海道中穴繰毛』のPRのため、静岡県庁に川勝平太静岡県知事を表敬訪問した[8]。
- 2012年11月15日放送の『ピエール瀧のしょんないTV』（静岡朝日テレビ）にゲスト出演した[9]。
- 2013年7月30日、日本郵趣協会浜松支部からセッシャー1のフレーム切手が発売された。クリアファイル付で1600円[10]。
- 『セッシャー1ダンスコンテスト』決勝大会が2013年10月26日、27日に開催された[11]。

## DVD
- 2011年12月21日、ポニーキャニオンよりシーズン1のDVDが発売された。

全13話を4巻に分けて（第1から3巻は各3話ずつ、第4巻のみ4話を収録）発売、各巻に特典映像も収録。セッシャー1&スプラッシュ星人ストラップなどを同梱した初回限定特別版DVD-BOXも発売。
- 2013年12月27日、ポニーキャニオンより第二章のDVDが発売された。

シーズン1と同様に全13話を4巻に分けて発売、各巻「東海道中穴繰毛」（全24話プラス新番組予告）などを特典映像として収録。特製Tシャツを同梱した初回限定特別版DVD-BOXも発売。